# Personaggi di The Kane Chronicles
Di seguito sono elencati i personaggi presenti in The Kane Chronicles, una saga fantasy ispirata alla mitologia egizia scritta da Rick Riordan.

## Principali

### Carter Kane
Carter Kane è uno dei due protagonisti e narratori della serie; è discendente dei faraoni Narmer e di Ramses il Grande e figlio maggiore di Julius e Ruby Kane. Dopo la morte di sua madre quando aveva otto anni, trascorse sei anni viaggiando per il mondo con il padre egittologo mentre sua sorella Sadie fu affidata ai nonni a Londra con la concessione di vedersi due volte l’anno. Quando suo padre viene catturato dal dio Seth in La Piramide Rossa, Carter cerca un modo per salvarlo con Sadie e il loro zio Amos. Diventa l'ospite di Horus nel primo romanzo, e spesso collabora e riceve consigli dal dio. Sviluppa anche una relazione romantica con la ushabti della maga Zia Rashid, e successivamente cerca di trovare il vero corpo di Zia per dichiararsi a lei. Come suo padre Carter ha la pelle e i capelli scuri, contrariamente a sua madre e sua sorella che sono caucasiche con i capelli biondi. Similmente a suo padre ama leggere, il basket e si veste in modo molto formale, per poi adottare uno stile più casual quando va a vivere alla Casa di Brooklyn. Sebbene tenda a rispettare le regole e sia molto prudente, se necessario Carter sa essere trasgressivo come per le imposizioni della Casa della Vita. E’ specializzato nella magia di combattimento; la sua arma preferita è il khopesh, che però perde in Il trono di fuoco. Gli vengono spesso affidati responsabilità di leadership che accetta con grande difficoltà finché non diventa il faraone della Casa della Vita, lasciando a suo zio la gestione quotidiana del luogo per concentrarsi sulla guida della Casa di Brooklyn con i suoi amici.

### Sadie Kane
Sadie Kane è uno dei due protagonisti e narratori della trilogia; ha 13 anni all’inizio della serie ed è la sorella minore di Carter. Dopo la morte della madre, il fratello rimane con Julius mentre Sadie viene affidata ai nonni materni non magici a Londra. Conduce così una vita “normale”, cosa che occasionalmente ingelosisce Carter, nonostante lei a sua volta sia gelosa dello stile di vita “esotico” del fratello. La ragazza è costretta a lasciare la sua vita a Londra quando Seth cattura suo padre Julius, diventando l’ospite della dea Iside. È sentimentalmente divisa tra il dio Anubi e Walt Stone, giovane iniziato della Casa di Brooklyn, finché Walt non diventa “l’occhio” Anubi, permettendole di stare con entrambi. Come la madre ha i capelli color caramello (con una ciocca tinta di un colore variabile) e la pelle chiara e, contrariamente al fratello Carter, è ribelle, audace e spesso impulsiva. Non si preoccupa di trasgredire le regole e non perde mai occasione per punzecchiare Carter, sebbene gli voglia molto bene. E’ specializzata in incantesimi, pozioni e geroglifici e il suo incantesimo preferito è l’Ha-Di (“esplosione”).

### Walt Stone
Walt Stone è uno degli iniziati del Ventunesimo Nomo, che arriva alla Casa di Brooklyn nel secondo romanzo. Ha la pelle scura ed è di Seattle, dove ha sempre vissuto con sua madre. Walt è un sau, o incantatore. Ha ereditato dal suo antenato Akhenaton una maledizione mortale destinato a ucciderlo prima che raggiunga l’età adulta, come accadde a suo padre al suo celebre antenato Tutankamon; la maledizione progredisce inoltre più rapidamente quando usa la magia, motivo per cui inizia a chiedere la guida del dio Anubi. Sviluppa un certo interesse amoroso per Sadie Kane ricambiato, sebbene la ragazza sia divisa tra lui e Anubi. Muore nell’ultimo libro soccombendo alla maledizione, ma permette al suo corpo di diventare l’ospite di Anubi che sostanzialmente lo mantiene in vita con il suo spirito. Si mette con Sadie alla fine della serie.

### Ziah Rashid
Ziah Rashid è una maga del Primo Nomo, nata e cresciuta in Egitto. Venne trovata e cresciuta da Iskandar, il Lettore Capo, dopo la distruzione della sua città natale da parte di Apophis. Quando Julius Kane libera cinque dèi attraverso la Stele di Rosetta diventa l'ospite inaspettata di Nefti, e successivamente viene collocata da Iskandar in una prigione acquatica immersa in un sonno profondo affinché la Casa della Vita non possa eliminarla. Viene creato una shabti dalle sue fattezze che prenda il suo posto ma è distrutto durante il combattimento con Seth in La piramide rossa. Carter Kane si innamora di lei e cerca la vera Ziah per liberarla con lo spirito di Nefti. Ziah, specializzata nella magia del fuoco, diventa in seguito l'ospite di Ra e i due riescono a distruggere Apophis in L’ombra del serpente. La sua indifferenza iniziale per Carter si evolve lentamente in una storia d'amore, e i due iniziano a frequentarsi alla fine della serie, quando Ra risale ai cieli.

### Amos Kane
Amos Kane è il fratello minore di Julius Kane, lo zio di Carter e Sadie e il leader del Ventunesimo Nomo (New York). Accoglie Carter e Sadie dopo che Julius diventa l’ospite di Osiride, ma viene posseduto dal dio Seth che durante il primo libro lo costringe ad attirare i suoi nipoti alla piramide del dio a Phoenix, in Arizona. Una volta liberatosi, Amos va dal Primo Nomo per riprendersi completamente prima di fare ritorno alla Casa di Brooklyn. Durante la battaglia finale con Apophis sceglie volontariamente di ospitare nuovamente Seth e in seguito diventa successore di Michael Desjardins quando l’ex leader della Casa della Vita si sacrifica nel combattere Apophis. 

### Iskandar
Iskandar è il Lettore Capo della Casa della Vita. Nato nel I secolo a.C. durante il regno di Cleopatra VII, assistette alla fine della monarchia egiziana e all'assorbimento dell'Egitto nell'impero romano. Giunse a credere che fosse colpa degli dèi e pose fine alla politica della Casa di invocarli; la visione di Ruby Kane relativa all’ascesa di Apophis gli fece cambiare idea, ma era troppo tardi per apportare un nuovo cambiamento alle regole della Casa. È stato lui a salvare Zia dopo la distruzione del suo villaggio e, intuendo che avesse il potere di ospitare Ra, organizzò il suo confinamento in una prigione acquatica sotto la sorveglianza di Nefti e creò uno shabti dalle sue sembianze che proteggesse Carter e Sadie, entrambi i quali avevano a loro volta il potenziale per diventare ospiti degli dèi. Poco dopo aver incontrato i ragazzi Iskandar muore nel sonno, sapendo che potranno fare un cambiamento dove lui non ha potuto. Gli succede Michel Desjardins come leader della Casa.

### Michel Desjardins
Michel Desjardins è l'antagonista secondario della saga e il leader della Casa della Vita dopo la morte di Iskandar. È il pronipote di Jean-François Champollion e ha circa 200 anni, considerato quindi "giovane" per un mago. In quanto tale, conosce solo la politica della Casa che vieta il Sentiero degli Dei e all’inizio è pertanto contrario alla cooperazione con gli dei, trovandosi in disaccordo con i Kane che affermano sia necessario per fermare Apophis. Lavora con Vladimir Menshikov per dare la caccia a Sadie e Carter Kane, credendo alle sue bugie su come gli sforzi dei Kane daranno potere ad Apophis. Dopo aver scoperto la verità, che i Kane avevano ragione e Menshikov sta cercando di liberare Apophis, si reca alla Duat per aiutare Carter e Sadie nella battaglia e si sacrifica per esecrare Apophis, uccidendo Menshikov e dando più tempo ai Kane. Gli succede come leader della Casa della Vita Amos Kane.

## Divinità
Gli dei egizi possono manifestarsi in molte forme ed esistere in più posti contemporaneamente, ma nel mondo mortale sono quasi sempre costretti ad occupare un ospite (animale o umano), ma anche oggetti inanimati come statue, amuleti o monumenti. Quando infatti non possiedono un corpo terreno, gli dei risiedono nella Duat, una dimensione parallela soprannatuale costituita da infiniti strati o livelli che consta di diverse regioni e diversi luoghi: l'Abisso, il Fiume Notturno, la Terra dei Morti, la Terra dei Demoni e innumerevoli altri. Il Fiume della Notte è in un certo senso "l'ombra" di tutti i grandi fiumi del mondo; scorre per tutta la Duat, con molte ramificazioni e affluenti. L'ingresso della Terra dei Morti è chiamato Prima Cataratta, una serie di rapide, cascate e tornanti del Fiume Notturno. Prima di arrivare al Tribunale del Giudizio bisogna attraversare il Lago di Fuoco, un bacino caldissimo di lava incandescente con due ingressi, la Porta d'Occidente e quella d'Oriente: la barca di Ra vi si rinnovava di fiamme nel suo giornaliero percorso nella Duat. Pare essere custodito dal ba di Iskandar.
- Ra, antichissimo dio del sole, fa la sua prima comparsa nel secondo libro. Nella sua forma più forte, dopo la fusione con Ziah, ha l'aspetto di un uomo anziano calvo con il volto pieno di rughe e dal sorriso gentile; ha muscoli guizzanti, una postura autorevole e la pelle luminosa e dorata. Indossa un'armatura di cuoio e bronzo.
- Khepri, dio-scarabeo, l'aspetto di Ra al mattino. Il suo spirito viene ospitato da Ziah nel terzo libro, prima che lei accolga la forma completa di Ra.
- Khnum, dio-ariete, l'aspetto di Ra al tramonto. Fa la sua comparsa nella Duat nel secondo libro, nel quale si manifesta come un muscoloso gigante dal corpo umanoide e villoso e dalla testa da ariete, con un anello di ottone al naso e lunghe corna arrotolate. Il suo nome segreto è Primo dal Caos,  Respiro nell'Argilla, l'Ariete del Gregge della Notte e il Divino Vasaio.
- Apophis, supremo dio e incarnazione del Caos, si manifesta come un gigantesco serpente. Il suo nome segreto è Signore del Caos, Serpente del Buio, Terrore delle Dodici Case e Colui che è Odiato.
- Shu, antico dio dell'aria e del vento e padre di Nut, fa la sua comparsa nel terzo libro. Si presenta come un uomo fatto di granelli di polvere, foglie, pezzi di carta e lanuggine tenuti in modo così compatto, benché costantemente agitate dall'aria, che da lontano si potrebbe scambiare per un comune mortale; indossa una tuta da aviatore della RAF o, se si manifesta in abbigliamento da antico egizio, un perizoma bianco e una fascia, intrecciata sulla testa, dalla quale spunta un'enorme piuma di struzzo.
- Nut, dea del cielo, fa la sua apparizione nel primo libro. Si presenta come una donna dalla pelle blu scuro ricoperta di costellazioni e galassie in continuo movimento; ha un carattere gentile e molto disponibile. Come afferma lei stessa, essendo uno spirito dell'aria e "libera dalle forme" non è mai stata catturata dalla Casa della Vita. Diversamente da altri dei, Nut non ha bisogno di un ospite umano per esistere nel mondo mortale: il cielo stesso è il suo corpo.
- Geb, dio della terra, marito di Nut, fa la sua comparsa nel primo libro. Si manifesta come un uomo colossale fatto interamente di sabbia.
- Horus, dio-falco della guerra, figlio di Iside e Osiride, fa la sua comparsa nel primo libro, nel quale viene ospitato da Carter Kane, con il quale instaura un profondo legame anche dopo la loro separazione.
- Iside, dea della magia, fa la sua comparsa nel primo libro, nel quale viene ospitata da Sadie Kane, con la quale mantiene per tutta la serie un forte legame.
- Osiride, dio degli Inferi, fa la sua comparsa nel primo libro, dove Julius Kane, padre di Sadie e Carter, lo libera dalla Duat e gli offre il proprio corpo, fondendosi con lui.
- Set, dio del male e delle tempeste di sabbia, fa la sua apparizione nel primo libro, dove prende con la forza il controllo di Amos Kane, fratello di Julius. Il suo nome segreto è Giorno Malvagio; gli unici a conoscerlo e ad essere in grado utilizzarlo appieno sono Nefti (essendo la persona più vicina a Set), Vlad Menshikov e Sadie Kane: il primo muore nel secondo libro, mentre la seconda, sempre nello stesso libro, decide di rinunciarvi e di "restituirlo" al suo proprietario.
- Nefti, dea dell'acqua e dei fiumi, viene liberata insieme ai fratelli dal padre di Carter e Sadie all'inizio del primo libro, ma fa la sua effettiva comparsa solo nel secondo, quando il suo spirito viene espulso dal corpo di Ziah.
- Anubi, dio-sciacallo della morte e delle cerimonie funebri, figlio di Set e Nefti, fa la sua prima comparsa negli Inferi nel primo libro. Come Nut, nemmeno lui è mai stato catturato dalla Casa della Vita. Quando assume una forma umana, ha l'aspetto di un giovane ragazzo dalla carnagione pallida con occhi marrone cioccolato e dai capelli neri spettinati. È innamorato di Sadie Kane e nel terzo libro si fonde con Walt, anch'egli attratto da lei.
- Bast, dea-gatto, fa la sua comparsa nel primo libro dove, nonostante possa mantenere una forma umana, viene ospitata da Muffin, la gatta di Sadie. Viene anche chiamata il Gatto di Ra e Occhio di Ra, benché il primo campione del dio del sole fosse stata Sekhmet. Ha l'aspetto di una donna minuta e flessuosa, con capelli neri legati in una coda e occhi gialli come quelli di un gatto; solitamente indossa una tutina leopardata molto aderente e combatte con dei lunghi coltelli.
- Toth, dio della conoscenza e della magia, fa la sua comparsa nel primo libro. Nel mondo mortale ha l'aspetto di un ventenne dai folti capelli biondi e dagli occhi dai colori caleidoscopici; indossa un camice bianco da laboratorio sul quale sono impresse lettere dell'alfabeto e geroglifici in continuo movimento. Nella Duat, invece, ha l'aspetto di un uomo gigantesco con una testa da ibis con indosso un gonnellino bianco. I suoi animali sacri sono gli ibis e i babbuini.
- Bes, dio-nano, fa la sua comparsa nel secondo libro. È molto basso e robusto, ha la barba, il monociglio e un occhio più grosso dell'altro. Il suo ren viene divorato da Khonsu a seguito di una scommessa, ma nel terzo libro Carter e Sadie riescono a riportarlo come prima grazie alla sua ombra.
- Tawaret, dea delle nascite, fa la sua comparsa nel secondo libro. Ha il corpo umano (con una pancia molto prominente) e la testa da ippopotamo.
- Sekhmet, dea-leonessa della guerra, fa la sua comparsa nel primo libro, dove viene evocata da Desjardins che, in quanto nuovo Sommo Lettore, ha il potere di evocare questa dea solo una volta nella vita: questo dono è molto antico e risale al periodo in cui Ra infuse la magia negli uomini. È l'incarnazione della furia del sole, il dio Ra, e il suo alito crea i deserti. Una volta saziata la propria furia, ritorna alla forma originale, molto più pacifica, di Hathor. Viene anche chiamata l'Occhio di Ra.
- Sobek, dio dei coccodrilli, fa la sua comparsa nel primo libro. In questa occasione si manifesta come un gigante alto sei metri con il corpo umano dalla pelle verde chiaro e la testa di coccodrillo, con denti storti e acuminati, capelli neri raccolti in lunghe trecce e un paio di corna di toro; intorno alla vita indossa un gonnellino corazzato. Si considera il Signore dell'Acqua e il suo sudore crea i fiumi del mondo.
- Serqet, dea degli scorpioni, fa la sua comparsa nel primo libro, nel quale si presenta come una donna dalla carnagione cerea con occhi piccoli e scuri e capelli neri nei quali è annidato, come se fosse una corona, un enorme scorpione vivo; indossa una tunica marrone e dei gioielli dorati al collo e alle braccia.
- Nekhbet, dea degli avvoltoi e custode della hedjet[1], fa la sua comparsa a Londra nel secondo libro, dove prende possesso con la forza della nonna di Sadie. Nella Duat, il suo vero aspetto è quello di un enorme avvoltoio nero con una corona d'oro sulla testa e un elaborato collare tempestato di gemme al collo. Fa di nuovo la sua comparsa nel racconto "La corona di Tolomeo" (il terzo crossover fra le serie dei fratelli Kane e di Percy Jackson) dove prende quest'ultimo come ospite al fine a distrarre il mago malvagio Setne e permettere ad Annabeth, Sadie e Carter di intrappolarlo e sconfiggerlo.
- Ptah, dio degli artigiani, fa la sua comparsa in Egitto nel secondo libro, dove aiuta Sadie e Walt prendendo momentaneamente controllo di un contadino egiziano. Può creare le anime del genere umano semplicemente pronunciando una parola.
- Heket, dea delle rane, fa la sua prima apparizione nel secondo libro nella Quarta Casa della Notte, i Campi Soleggiati. Ha l'aspetto di una vecchia con una testa di rana marrone, umida e bitorzoluta.
- Khonsu, dio della luna, fa la sua comparsa negli Inferi nel secondo libro. Ha l'aspetto di un giovane alto e magro, di circa vent'anni, con gli occhi color argento e la testa calva, eccetto un lungo codino nero tenuto su un lato, in stile egiziano; indossa una camicia nera senza colletto, un vestito argentato di ottima fattura, un amuleto a forma di mezzaluna intorno al collo e un Rolex di platino al polso. Nonostante sia solo il dio della luna, possiede anche una certa influenza sul tempo: può allungare o accorciare la vita dei mortali e anche gli dei, in certi casi, possono essere influenzati dai suoi poteri.
- Neith, dea della caccia e della tessitura, fa la sua comparsa nel terzo libro. Ha l'aspetto di una donna bella, magra e pallida, con zigomi alti, sopracciglia arcuate, occhi infossati e lucidi capelli neri raccolti in due trecce; indossa una semplice tuta da caccia beige, marrone e ocra. I suoi animali sacri sono le api.
- Hapi, dio del fiume Nilo, fa la sua comparsa nel terzo libro, quando viene evocato da Carter su suggerimento di Setne. Ha le sembianze di un uomo dalla pancia molto prominente, con la pelle azzurro scuro e i capelli castani; indossa soltanto un perizoma fatto di scaglie di pesce. È sempre molto felice e allegro, anche quando parla di cose estremamente cattive e crudeli. Nell'antichità il suo nome segreto è stato scoperto da Setne, motivo per il quale tuttora Hapi lo odia profondamente.
- Serapide, dio folle e malvagio degli Inferi in parte greco in parte egizio, appare nel crossover che da lui prende il nome, "Lo scettro di Serapide", dove si manifesta come un uomo alto cinque metri molto abbronzato e muscoloso, vestito solo con paio di bermuda a motivi floreali in stile hawaiano, con i capelli rasta, la barba lunga tagliata in stile greco, sopracciglia scure e cespugliose e gli occhi verde mare; sulla testa porta un modius (una sorta di cesto di vimini contenente grano), uno dei suoi simboli sacri. È pressoché refrattario agli incantesimi egizi, in quanto combina e consuma sia il potere egizio sia quello greco. Il suo scettro, che si presenta come un leone, un lupo e un cane "tenuti insieme" da una enorme conchiglia da paguro, rappresenta, nelle teste dei tre animali che lo compongono, il passato, il presente e il futuro. In questa occasione tenta di usare il proprio scettro per diventare il nuovo Signore dell'Universo, risucchiando la forza vitale di ogni altro dio egizio o greco, ma viene abilmente fermato da Annabeth Chase e Sadie Kane.
- Uadjet, dea dei cobra e custode della deshret[2], fa la sua breve comparsa nel terzo racconto crossover fra le serie di Percy Jackson e dei fratelli Kane, dove viene quasi immediatamente imprigionata da Setne nella sua stessa corona pochi istanti dopo che lui stesso l'ha invocata. Si manifesta come un enorme cobra dalla testa di donna, con occhi rossi come rubini e capelli scuri intrecciati d'oro.
- Onuris, antico dio minore, marito di Mekhit, che fa la sua comparsa nel terzo libro.
- Imhotep, primo uomo della storia ad aver praticato la magia, venne reso un dio dopo la morte; viene nominato da Toth nel terzo libro.
- Mekhit, antica dea minore dai tratti leonini simile a Sekhmet, moglie di Onuris; fa la sua prima comparsa nel secondo libro.
- Baba, dio dei babbuini, fa la sua prima comparsa insieme a Nekhbet nel secondo libro, dove occupa con la forza il corpo del nonno di Carter e Sadie. Nella Duat ha l'aspetto di un babbuino grigio gigante con occhi rossi e zanne enormi e affilate.
- Disturbatore, dio della Sala del Giudizio dei morti, fa la sua comparsa nel terzo libro. Anticamente gli dei del giudizio erano 42, ciascuno con il compito di giudicare un crimine specifico, ma nel corso del tempo è rimasto solo Disturbatore, fino alla fine del terzo libro, quando Abbraccio di Fuoco e Piede Caldo tornano alle loro precedenti mansioni. Il suo precedente ruolo era quello di giudicare gli iracondi[3] ma, in quanto ultimo dei ministri di Osiride, per moltissimo tempo è stato costretto ad aiutare il re degli Inferi in qualsiasi altro caso.
- Abbraccio di Fuoco, dio del giudizio dei morti che anticamente si occupava dei colpevoli di furto, fa la sua comparsa nel terzo libro.
- Piede Caldo, dio del giudizio dei morti, fa la sua comparsa nel terzo libro.
- Gengen-Wer, dio-papero, fa la sua comparsa nel terzo libro.
- Nemty, antico dio-falco nominato da Tawaret nel secondo libro.

## Maghi

### Casa di Brooklyn
- Jasmine Anderson: Una delle novizie alla Casa di Brooklyn. E’ una sedicenne bionda ex cheerleader da Nashville, nel Tennessee. La sua specialità è la magia di guarigione e lo studio della dea Sekhmet come tutti i guaritori degli egizi. Cade in coma dopo aver bandito dei demoni della malattia e viene risvegliata da Ra. Aiuta Sadie a curare Carter dopo che è stato morso dallo tjesu heru.
- Alyssa: Una tirocinante del Ventinovesimo Nomo con una particolare dote per la ceramica. Studia il potere di Geb.
- Cleo: Una dei giovani maghi alla Casa di Brooklyn. Viene da Rio de Janeiro e studia Toth; vorrebbe diventare la successiva bibliotecaria della Casa di Brooklyn. E’ un'ottima ricercatrice ma non sopporta la visione della violenza.
- Felix: Un bambino di dieci anni tirocinante alla Casa di Brooklyn. Ha una strana ossessione per i pinguini (che spesso fa comparire) ed ha una grande capacità con la magia del ghiaccio.
- Julian: Un tirocinante di settimo grado; incarna il potere di Horus come Carter.
- Sean: Tirocinante irlandese della Casa di Brooklyn.
- Shelby: Giovane novizia a capo del gruppo di tirocinanti per bambini piccoli. La sua magia è molto impulsiva.
- Tucker: Tirocinante di dieci anni.
- Leonida: Un giovane ragazzo russo che fa la sua comparsa nel secondo libro che, dopo aver visto la magia divina di Iside praticata da Sadie contro lo tjesu-heru di Menshikov, decide di diventare un elementalista dell'aria seguendo il sentiero di Shu. Appare anche nel terzo libro, accompagnando Sadie nel Primo Nomo.

### Altri maghi
- Julius Kane: Padre di Carter e Sadie, è un dottore in Egittologia. Dopo un fallito tentativo di rilasciare la dea Bastet nel mondo, conclusosi con la morte della moglie, cerca un nuovo modo per riportare gli dèi nel mondo, diventando ospite di Osiride. Ha successo nell’intento, morendo di propria volontà e rivive come manifestazione fisica di Osiride nell'Oltretomba, sovrintendendo la Sala dei Giudizi.
- Ruby Kane: La madre di Carter e Sadie, morta prima dell’inizio della serie; appare occasionalmente come ba per parlare con i suoi figli. Era una maga e veggente che predette l’avvento di Apophis e ultima vittoria, ragion per cui lei e il marito cercarono di rilasciare nel mondo gli dèi affinché potessero fermarlo, dando la vita per richiudere il portale che loro stessi avevano aperto. Diventa ospite di Iside.
- Vladimir Menshikov: L’antagonista de Il trono di fuoco. Prova un forte odio per gli dèi e desidera il massimo potere, ragion per cui viene posseduto da Apophis. Manipola Michel Desjardins affinché dia la caccia ai Kane; viene ucciso da Michel dopo che si accorge di essere stato usato. Viene descritto come un “malvagio uomo dei gelati” per la sua tendenza di vestirsi sempre di bianco e indossare occhiali che nascondono la sua faccia coperta di cicatrici.
- Setne: Un mago malvagio figlio di Ramses il Grande. Appare ne L’ombra del serpente come un fantasma sotto processo per i suoi crimini. Carter e Sadie lo liberano per farsi assistere nello scontro contro Apophis. Alla fine della trilogia riesce a fuggire, ma viene poi sconfitto dai fratelli Kane con l’aiuto di Percy Jackson e Annabeth Chase negli speciali libri crossover, dove viene rinchiuso in una palla di neve.

- Mel: Un mago del Primo Nomo che Ziah cita nel primo libro; fa parte della squadra guidata da Desjardins alla ricerca di Carter e Sadie.
- Nectanebo II: fu l'ultimo re di origini egizie e l'ultimo faraone stregone. Fa la sua comparsa sotto forma di ba nel primo libro, mettendo Carter alla prova e riconoscendolo come ospite del dio Horus. Poteva spostare interi eserciti, creare o distruggere intere flotte muovendo pezzi della sua scacchiera.

- Sir Leicester: Un mago molto anziano a capo del Nono Nomo a Londra; viene ucciso da Sarah Jacobi nel secondo libro.
- Mikhail: Un vecchio mago russo del Diciottesimo Nomo nominato da Leonida; viene torturato e ucciso da Kwai per aver affermato che secondo lui non tutti i Kane sono malvagi.

- JD Grissom: Capo del Cinquantesimo Nomo in Texas, fa la sua breve comparsa all'inizio del terzo libro.
- Anne Grissom: Moglie di JD, fa la sua comparsa insieme al marito nel terzo libro; è bionda e carina e suona il violino. È la presidente del consiglio di amministrazione del museo di Dallas dove si trova la mostra di re Tutankhamon. Quando Ziah era piccola, lei fu la sua insegnante di magia di guarigione.

- Sarah Jacobi: La leader di un gruppo di maghi ribelli, ex scriba che venne esiliata in Antartide al Trecentosessantesimo Nomo[4] a causa del terremoto e maremoto dell’Oceano Indiano nel 2004[5]. Nell’ultimo libro della saga cerca di guidare un’alleanza di ribelli con Apophis, ma viene sconfitta da Walt Stone / Anubi che la seppellisce nel terreno.
- Kwai: L’assistente di Sarah, ha ospitato brevemente Apophis.

## Creature magiche
- Khufu, un babbuino molto intelligente che fa la sua comparsa nel primo libro.
- Filippo di Macedonia, uno shabti di Amos che può trasformarsi in un enorme coccodrillo albino; fa la sua comparsa nel primo libro.
- Pupazzetto, un piccolo shabti di proprietà di Julius e successivamente dei figli.
- Freak, un grifone che fa la sua comparsa nel secondo libro, nel quale prende accidentalmente vita da un antico bassorilievo al museo di Brooklyn. Essendo i grifoni servi di Horus, Freak percepisce il legame di Carter con il dio della guerra e quindi si lascia facilmente comandare da lui.
- Bennu, uccello magico, identificato come la fenice, dal quale è ricavata la Piuma della Verità; viene nominato da Anubi nel primo libro.

## Mostri
- Ammit, la Divoratrice, fa la sua prima comparsa nel primo libro. È un mostro molto piccolo che ha il compito di divorare il cuore delle anime dei morti nel caso che essi, dopo che vengono pesati sulla Bilancia del Maat, pesino più della piuma della verità. Ha la testa da coccodrillo e la parte anteriore del corpo da leone, mentre quella posteriore da ippopotamo.
- Serpopardi, detti anche "colli lunghi", fanno la loro comparsa nel primo libro, dove vengono sconfitti da Bast. Hanno il corpo di un leopardo ed un lunghissimo collo, ricoperto di scaglie verdi, che termina in una testa felina con una lingua biforcuta e un paio di zanne dalle quali cola del corrosivo veleno verde.
- Portantini, quattro esseri dall'aspetto di uomini dalla pelle ramata che indossano solo gonnellini e sandali. Fanno la loro comparsa nel primo libro e vengono mandati da Set a rapire Carter e Sadie. Trasportano una grande cassa simile ad una bara coperta un telo nero: il loro scopo è catturare il proprio obbiettivo, neutralizzarlo, metterlo nella portantina e portarlo dal loro padrone. Riescono a correre a grandi velocità e non si arrendono mai. Combattono utilizzando mazze di metallo dorato.
- L'animale di Set, un'orrenda e malvagia creatura che fa la sua comparsa nel primo libro. È un essere enorme, grande almeno quanto un cavallo, che per l'aspetto potrebbe assomigliare ad un gigantesco levriero: ha un corpo muscoloso e molto magro ricoperto da una lucente pelliccia grigia con delle sfumature rossastre. La sua coda è da rettile e biforcuta in due punte triangolari all'estremità ed ha una bocca irta di denti affilati. Il suo muso è lungo e curvo come quello di un formichiere e possiede delle orecchie smisurate capaci di ruotare quasi di trecentosessanta gradi.
- Tjesu heru, un essere evocato da Menshikov (il suo mostro preferito) nel secondo libro. Ha una testa da serpente a sonagli a ogni estremità del corpo e quattro zampe da drago con squame secreziate rosse e nere.
- Uraei, singolare di uraeus, sono creature sacre a Ra dal corpo di cobra e ali d'aquila. Sono in grado di sputare fuoco e nell'antichità servivano il tempio di Amun-Ra.
- Petsuchos, detto anche Figlio di Sobek, fa la sua comparsa nel primo racconto crossover (che da lui prende il nome) fra le serie di Percy Jackson e dei fratelli Kane. Ha la forma di un gigantesco coccodrillo, lungo almeno dodici metri, con occhi gialli, la pelle squamosa verde-nerastra e, al collo, indossa un elaborato collare d'oro con pietre preziose. È un essere immortale, tant'è che, se anche si riuscisse a distruggere il suo corpo, egli ricomparirebbe da un'altra parte grazie alla magia del potere di Sobek che "impregna" la collana che porta al collo: l'unico modo per sconfiggerlo (che viene messo in pratica da Carter e Percy) è privarlo della sua collana, dopodiché egli ritorna ad essere un comune rettile.

## Demoni
- Faccia d'Orrore, demone luogotenente di Set segretamente posseduto da Apophis, fa la sua comparsa nel primo libro. Viene descritto con la faccia che sembrava un muscolo scoperto.[5]
- Lama Insanguinata, demone al servizio della famiglia Kane sulla barca "La Regina d'Egitto", fa la sua comparsa nel primo libro e si ribella ai padroni nel terzo su istigazione di Setne. Ha il corpo umano e un'ascia da guerra a doppio taglio al posto del collo e della testa; indossa un'uniforme da capitano.
- Shezmu, demone estremamente ottuso che fa la sua comparsa sul Fiume della Notte nel primo libro. È molto alto e forte, ha un corpo umanoide dalla pelle rossastra e la sua testa è una strana combinazione tra quella di un essere umano e un leone. Si considera "boia reale" di Osiride e Signore del Sangue e del Vino in quanto, schiacciando i malvagi nella sua pressa, fabbrica il vino dei morti. Il suo nome segreto è Massacratore di Anime e Volto della Ferocia.
- Ammazzatappi, demone rimasto al servizio di Vladimir Menshikov per cinquant'anni, fa la sua breve comparsa nel secondo libro, durante il quale il suo padrone lo esecra, cancellandolo dall'esistenza, per poter evocare Set. Il suo nome segreto è Servo di Vladimir e Colui Che Fa Sgorgare La Notte.

### Spiriti
- Bau, degli spiriti malvagi: sette di essi, chiamati "Le Frecce di Sekhmet" in quanto nati dalla dea della distruzione, fanno la loro comparsa nel secondo libro, dove vengono rimandati nella Duat da Jaz.

## Oggetti
- Piuma della Verità, una bianca piuma della bennu o fenice che costringe chiunque la tenga in mano a dire la verità, pena la morte. Fa parte dei rituali della pesatura dell'anima e del confinamento di Set nella Duat (in questo caso insieme all'incantesimo del libro di Toth che tratta questo argomento e al nome segreto del dio).
- Lama netjeri